# Heart of My Own
Heart of My Own — второй студийный альбом канадской фолк-певицы и автора песен Basia Bulat (Barbara Josephine Bulat), изданный 13 октября 2010 года на лейбле Secret City Records. Альбом получил положительные отзывы музыкальной критики и интернет-изданий.

## Отзывы
| Совокупная оценка | Совокупная оценка |
| Источник          | Оценка            |
| ----------------- | ----------------- |
| Metacritic        | 72/100            |
| Оценки критиков   |                   |
| Источник          | Оценка            |
| AllMusic          | [ 3 ]             |
| Drowned in Sound  | (8/10)            |
| Filter            | 84%               |
| musicOMH          | [ 6 ]             |
| Pitchfork Media   | (7.0/10)          |
| Prefix            | (8.0/10)          |
| Tiny Mix Tapes    | [ 9 ]             |

Альбом получил положительные отзывы музыкальной критики и интернет-изданий. Агрегационный сайт Metacritic оценил альбом на 72 балла по отзывам профессиональных рецензентов.
Эндрю Лихи из AllMusic отметил в рецензии, что в песнях альбома певица «переходит от редкого, интимного фолка к пышной американе, и каждая песня вызывает образы поразительной субарктической географии, которая её вдохновила; эти песни, возможно, и не хрупкие, но уж точно далеко не экспансивные, а наибольшее внимание уделяется Булат и её автоарфе».
Альбом вошёл в лонг-лист номинантов на Polaris Music Prize 2010 года.
Heart of My Own занял второе место в музыкальном рейтинге Exclaim! (2010 Folk & Country Year in Review). Альбом был высоко оценён за грохочущие, раскатистые нотки во многих песнях: «Захватывающий вокал и простота автоарфы в „The Shore“ демонстрируют фундаментальный талант в работе, настолько трансцендентный, что он намекает на вневременную душевность, которую Булат все ещё находится в самом начале пути».

## Список композиций
1. «Go On»
2. «Run»
3. «Sugar and Spice»
4. «Gold Rush»
5. «Heart of My Own»
6. «Sparrow»
7. «If Only You»
8. «I’m Forgetting Everyone»
9. «The Shore»
10. «Once More, for the Dollhouse»
11. «Walk You Down»
12. «If It Rains»
13. «Hush» (Бонусный трек)[12]